# Тихие дни в Клиши (фильм, 1970)
«Ти́хие дни в Клиши́» (дат. Stille dage i Clichy) — фильм режиссёра Йенса Йоргена Торсена, снятый творческим коллективом из Дании в Париже (Франция) в 1970 году. Основан на одноимённом автобиографическом романе Генри Миллера (англ. Quiet Days in Clichy). Драма с элементами комедии и многочисленными детальными сценами, демонстрирующими сексуальные фантазии и приключения персонажей. Музыку к фильму сочинил и записал Кантри Джо Макдональд.
В США фильм был запрещён к показу как порнографический, но, спустя годы, по решению федерального суда выпущен в прокат, после чего стал своего рода образцом художественного произведения, прорывающим цензурные ограничения и обеспечивающим «свободу любителям кино пользоваться правом выбора контента». В 2008 году фильм отобран для участия в фестивале альтернативного кино L'Étrange Festival в Леоне.

## Сюжет
В отличие от романа, действие происходит не в тревожном предвоенном Париже, а в конце 1960-х годов в сытой и процветающей столице гениев и их муз, на волне подъёма моды и мировоззрения хиппи. Начинающий писатель средних лет из США Джой (Вальжан) и школьный учитель из Великобритании Карл (Родда) поселились в районе парижской богемы — Клиши-ла-Гаренн. Собственно творчество и преподавание ими практически забыто. Их время занято поиском минимальных средств на питание и ежедневных новых романтических приключений, неизбежно завершающихся сексуальным разгулом. Недоступная еда является в ночных кошмарах изобилием торговых рядов. В реальности всё затмевают щедрые на ласки женщины различных возрастов и рас.

## В ролях
- Поль Вальжан — Джой
- Вейн Родда — Карл
- Улла Коппель — Нис
- Ави Сагилд — Мара
- Сюзанна Крейг — Кристин
- Элизабет Рейнгаард — Коллетт

## Критика
- Реплика в журнале «TimeOut»: «Джой и Карл трахаются, бухают и жрут всю дорогу сквозь Париж Генри Миллера, последний непокорённый рубеж для американского героя (англ. Joey and Carl fuck, suck and eat their way through Henry Miller's Paris, the last frontier for the American hero to conquer)»[7].
- Из рецензии журнала «Rock! Shock! Pop!» к выходу blu-ray версии фильма: «В действительности фильм не достигает уровня хардкора, он предстаёт иногда довольно прикрытым для фильма, где одна сексуальная сцена следует за другой.<…>Построение кадра и композиция исполнены очень хорошо, он сохраняет иллюзию изящного движения на всём его протяжении.<…>Высококонтрастный чёрно-белый [фильм] изменчив в настроении, полон особой атмосферой и приятен для просмотра»[8].
- Обозрение «Theater Thoughts», из рецензии Джона Карпентера: «„Тихие дни в Клиши“ не является незаурядным развлечением, которого я ожидал. Но я не могу отрицать значение фильма в истории. Он помог открыть больше дверей для предотвращения цензуры в кино и выдержал испытание временем. [Компания, выпустившая blu-ray версию] дала возможность поклонникам эротического артхауса возможность просмотра в высоком качестве фильма, который хорошо известен запоминающимся мелодиями Кантри Джо Макдональда»[5].
- «„Тихие дни в Клиши“ это несколько рваная история, скачущая от путешествия в поисках истинной любви к совершенно открытой эксплуатации сексуальной тематики. Я думаю, что это тоже способ описывать жизнь, но для фильма необходимо соблюдение хоть какого-то ритма. Если бы не прекрасные сценки из жизни Парижа и Люксембурга вместе со здоровыми порциями секса и плоти, я не думаю, что смог бы продержаться весь фильм»[9].